# Abdul Aziz Keita
Abdul Aziz Keita (ur. 17 czerwca 1990 w Konakry) – piłkarz gwinejski grający na pozycji bramkarza. Od 2012 roku jest zawodnikiem klubu Buildcon FC.

## Kariera klubowa
Karierę piłkarską Keita rozpoczął w klubie AS Baraka Djoma z Konakry. W 2009 roku zadebiutował w jego barwach w pierwszej lidze gwinejskiej. Grał w nim do końca 2011 roku. W 2012 roku został zawodnikiem innego stołecznego klubu, AS Kaloum Star. W 2017 przeszedł do zambijskiego Buildcon FC.

## Kariera reprezentacyjna
W reprezentacji Gwinei Keita zadebiutował w 2010 roku. W 2012 roku został powołany do kadry na Puchar Narodów Afryki 2012.